# Списак буњевачко-шокачких новина и листова
|  |  |  |  |  |  |  |  |  |  |  |  |  |  |  |  |  |  |  |  |  |  |  |  |  |  |  |  |  |  |

## Б
- Биковачки гласник
- Борба (радикални лист из Суботице)
- Буњевац
- Буњевачке газдинске новине
- Буњевачке новине
- Буњевачке и шокачке новине
- Буњевачке и шокачке новине (лист из Будимпеште)
- Буњевачка и шокачка вила
- Буњевачко жацкало

## В
- Војводина

## Г
- Глас (лист из Суботице)
- Глас народа

## Д
- Даница (лист из Сомбора)

## Ђ
- Ђелмиш

## З
- Земљодјелац

## Ј
- Јужна Угарска

## К
- Католички наук
- Класје наших равни
- Коло младежи
- Коло младежи (ур. Филип Вујковић)
- Култура

## М
- Мисечна кроника

## Н
- Народ
- Народне новине
- Наше новине
- Наше новине (лист из Сомбора)
- Наше слово
- Невен
- Нових столића гласник

## Њ
- Њива

## П
- Плодови младих љета
- Покушај

## С
- Слога
- Стварање
- Суботички шпортски лист
- Суботички гласник
- Суботичке новине (ур. Карановић)
- Суботичке новине (ур. М. Прћић и Б. Рајић)
- Суботичке новине (ур. М. Стипић)
- Суботичка кућаница

## Х
- Хрватске новине